# Steve Stricker
Steven "Steve" Stricker (født 23. februar 1967 i Edgerton, Wisconsin, USA) er en amerikansk golfspiller, der (pr. oktober 2010) står noteret for ni PGA Tour-sejre gennem sin karriere. Hans bedste resultat i en Major-turnering er en 2. plads, som han opnåede ved US PGA Championship tilbage i 1998.
Stricker har to gange, i 2008 og 2010, repræsenteret det amerikanske hold ved Ryder Cuppen.

## PGA-Tour sejre
- 1996: Kemper Open
- 1996: Motorola Western Open
- 2001: Accenture Match Play Championship
- 2007: The Barclays
- 2009: Crowne Plaza Invitational at Colonial
- 2009: John Deere Classic
- 2009: Deutsche Bank Championship
- 2010: Northern Trust Open
- 2010: John Deere Classic